# 古文镇
古文镇，是中华人民共和国四川省自贡市荣县下辖的一个乡镇级行政单位。

## 行政区划
古文镇下辖以下地区：
古文场社区、楠木湾村、山边村、李子村、梨子村、朱家湾村、五庙村、曹家园村、新龙桥村、鹰嘴塘村和柏林坳村。